# Evelyn M. Witkin
Evelyn M. Witkin (nascida Maisel; 9 de março de 1921 – 8 de julho de 2023) foi uma geneticista bacteriana americana que atuou no Cold Spring Harbor Laboratory (1944–1955), no SUNY Downstate Medical Center (1955–1971) e na Rutgers University (1971–1991). Witkin foi considerada inovadora e inspiradora como cientista, professora e mentora.
Seu trabalho sobre danos e reparo do DNA em bactérias é fundamental para nossa compreensão desses processos em organismos vivos. Possui aplicação direta nos efeitos do envelhecimento e no diagnóstico e tratamento de doenças humanas, como o câncer.
Witkin foi agraciada com a National Medal of Science em 2002 por seu trabalho pioneiro em mutagênese do DNA e reparo do DNA. Em 2015, recebeu o Albert Lasker Award for Basic Medical Research "por descobertas referentes à resposta ao dano no DNA – um mecanismo fundamental que protege os genomas de todos os organismos vivos."

## Carreira
Witkin cresceu em Queens, Nova York. Ela se deslocava para frequentar o ensino médio em Manhattan, no Washington Irving High School, então uma escola exclusiva para meninas, onde foi incentivada a seguir seu interesse pela ciência.
Obtendo o grau de bacharel na New York University em 1941, com especialização em biologia, pretendia permanecer para os estudos de pós-graduação. Contudo, após ajudar a organizar protestos contra a política da instituição que impedia atletas negros de jogar em faculdades do Sul, foi suspensa por três meses e uma oferta de pós-graduação foi retirada.
Após o bacharelado, inscreveu-se na Columbia University, onde concluiu o mestrado em 1943. Realizou seu doutorado com Theodosius Dobzhansky, que a recomendou para o Cold Spring Harbor Laboratory (CSHL). No verão de 1944, no CSHL, aprendeu técnicas genéticas para trabalhar com bactérias – um novo campo de pesquisa. Durante esse período, isolou um mutante de E. coli resistente à radiação ultravioleta – a primeira vez que mutações conferindo resistência à radiação UV foram identificadas. Retornou ao CSHL em 1945 para concluir sua pesquisa de doutorado, grau que foi conferido em 1947.
Concluído o doutorado, passou a trabalhar na Carnegie Institution of Washington, permanecendo no CSHL até 1955. Vannevar Bush, presidente da instituição, providenciou que ela trabalhasse em meio período após o nascimento dos filhos – um arranjo incomum na época. Witkin dedicava suas horas oficiais ao laboratório e realizava planejamento, análise de dados e redação em casa. Em 1949, foi convidada por Leo Szilard e Bernard Davis a organizar e editar o Microbial Genetics Bulletin, publicação que editou de 1950 a 1964.
De 1955 a 1971, trabalhou no State University of New York's Downstate Medical Center, no Brooklyn. Em 1971, foi nomeada Professora de Ciências Biológicas no Douglass College da Rutgers University. Em 1979, foi nomeada Professora de Genética Barbara McClintock, Em 1983, transferiu-se para o Waksman Institute na Rutgers, onde atuou como Diretora de Laboratório, cargo que manteve até sua aposentadoria em 1991, quando se tornou professora emérita na Rutgers.

## Pesquisa
Antes de o DNA ser definitivamente identificado como material hereditário, Witkin passou a estudar problemas centrais da genética envolvendo a duplicação de genes e os mecanismos pelos quais as mudanças genéticas se propagam. No início de sua pesquisa, supunha-se que agentes como a radiação UV causavam diretamente as mutações responsáveis pelo desenvolvimento da resistência. Witkin e colaboradores descobriram que as bactérias respondiam ativamente aos danos no DNA de várias maneiras; por meio dessas atividades protetoras, as próprias bactérias moldavam as alterações genéticas decorrentes dos danos.
Durante seu primeiro verão como estudante no Cold Spring Harbor, trabalhou com bactérias – recentemente identificadas como possuidoras de genes e capazes de resistência viral. Como não existiam curvas de sobrevivência publicadas para a mutação de E. coli exposta à luz ultravioleta (UV), inicialmente escolheu doses bastante elevadas. A maioria das colônias morreu, mas quatro sobreviveram em uma placa. Em comparação com a linhagem parental, essas bactérias apresentaram tolerância muito maior à radiação UV. Também observou diferenças comportamentais entre a linhagem resistente e as linhagens selvagens: as resistentes não apresentavam atraso na divisão celular nem formação de filamentos alongados, características das linhagens sensíveis à UV. Witkin foi a primeira pesquisadora a isolar uma mutação que conferisse resistência à radiação UV.
Enquanto atuava no Downstate, descobriu que a mutagênese por UV em E. coli podia ser revertida – fenômeno que denominou "reparo a escuro".
Ela foi a primeira a descrever os processos de declínio da frequência de mutação (MFD), observando que mutações supressoras induzidas por danos diminuíam quando a síntese proteica era temporariamente inibida após irradiação por UV. Concluiu que o MFD resulta de um reparo enzimático rápido antes da replicação, ocorrendo quando a síntese proteica é inibida ou atrasada. No caso de lesões fotoinduzidas potencialmente mutagênicas, a falha na replicação é letal para a bactéria; se outra DNA polimerase conseguir replicar a área danificada, a célula sobrevive, embora com maior probabilidade de ocorrer erros durante a síntese e reparo do DNA.
Em seu artigo de 1967, propôs que a exposição à UV bloqueava a divisão celular por inibir uma enzima de replicação do DNA que, se permanecesse ativa, introduziria mutações durante o processo. Mutantes desprovidos dos processos de reparo por excisão eram extremamente sensíveis aos efeitos da radiação, e os sobreviventes apresentavam inúmeras mutações induzidas.
Mais tarde, foi determinado que esse tipo de reparo por excisão é mediado em bactérias por um fator de acoplamento entre transcrição e reparo (TRCF), produzido pelo gene MFD. Nesta e em outras pesquisas, Witkin inferiu processos a partir da observação cuidadosa e de experimentos com populações bacterianas, que só seriam confirmados diretamente anos depois, com o desenvolvimento de novas tecnologias.
Em 1970, Miroslav Radman, recém-formado pela Free University of Brussels, circulou um memorando propondo um modelo para a "replicação SOS". Teorizou que danos súbitos e extensos no DNA poderiam desencadear uma resposta ao estresse induzível, geneticamente controlada e envolvendo a síntese de novas proteínas. Witkin buscou evidências de um mecanismo de controle comum que explicasse a variedade de respostas celulares observadas em seu trabalho com mutagênese por UV em bactérias, propondo que o DNA danificado pela UV gerava um sinal regulador que ativava diversos genes. Seus achados sustentaram a ideia de um mecanismo de controle envolvendo lexA, que normalmente reprime os genes da resposta SOS, e recA, que alivia essa repressão em resposta aos danos no DNA. Tal regulação positiva de proteínas para proteção e reparo do DNA representa um equilíbrio entre a precisão da replicação e a sobrevivência imediata.
Sua pesquisa, a partir do doutorado, centrou-se na mutagênese do DNA, conduzindo-a ao estudo do reparo do DNA e à formulação da resposta SOS. Mais tarde, ao caracterizar os fenótipos de E. coli mutagênica, ela e Radman detalharam a resposta SOS à radiação UV em bactérias. Witkin continuou a estudar o mecanismo da resposta SOS até sua aposentadoria. A resposta SOS ao dano no DNA foi uma descoberta importante por ser a primeira resposta coordenada ao estresse a ser elucidada.

## Prêmios e Honrarias

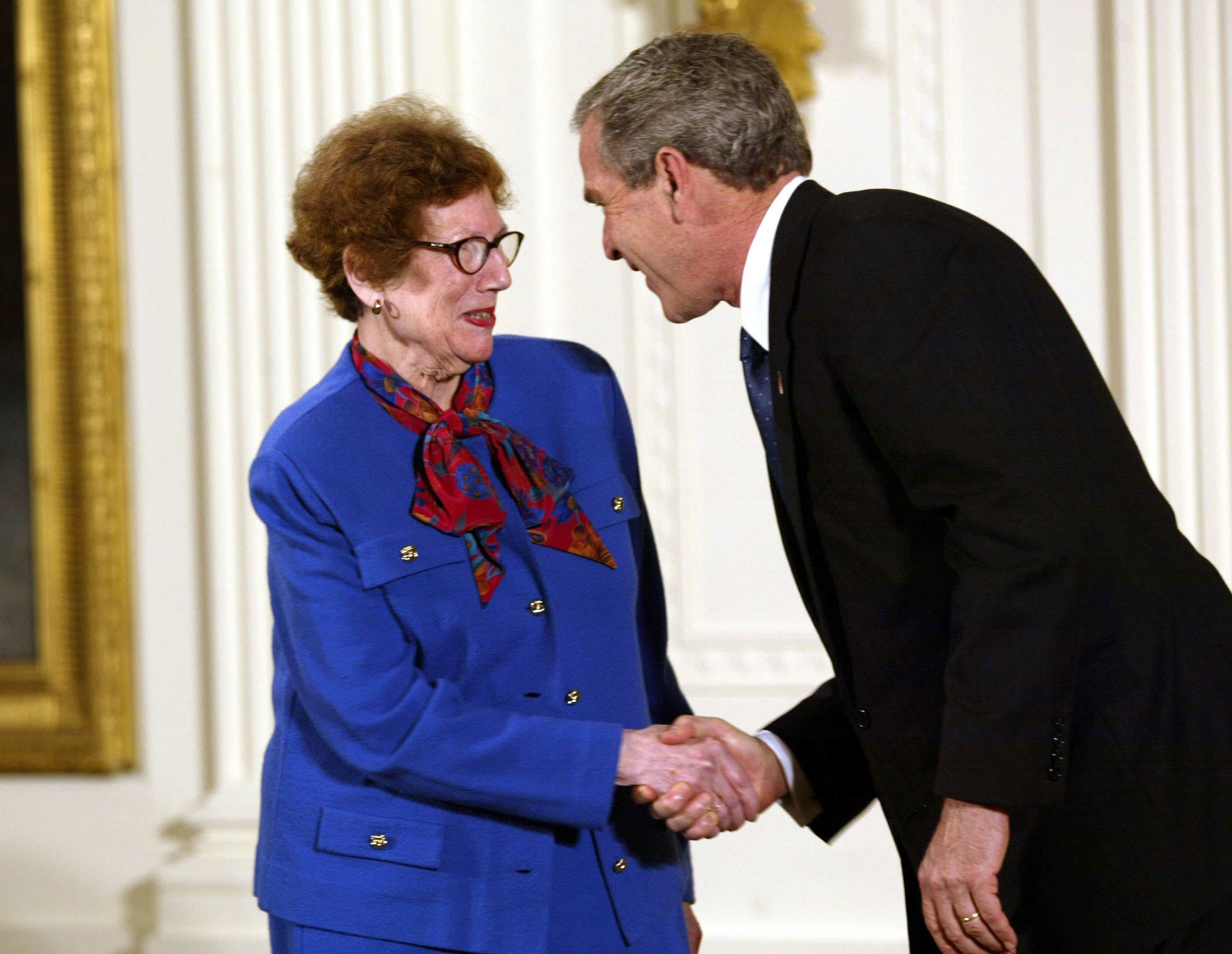
Evelyn M. Witkin recebendo a Medalha Nacional da Ciência de 2002 do Presidente George W. Bush

Witkin foi eleita membro da Academia Nacional de Ciências em 1977. Na época, era uma das poucas mulheres a serem eleitas para a Academia. Tornou-se também membro da American Academy of Arts and Sciences (1978), membro da American Association for the Advancement of Science (1980) e da American Academy of Microbiology. Recebeu a Thomas Hunt Morgan Medal em 2000, e suas contribuições foram reconhecidas pelo governo dos Estados Unidos ao ser agraciada com a National Medal of Science em 2002:
Por suas investigações perspicazes e pioneiras sobre a genética da mutagênese do DNA e do reparo do DNA, que ampliaram nossa compreensão de processos tão variados quanto a evolução e o desenvolvimento do câncer.
Em 2015, foi agraciada com o Wiley Prize em Ciências Biomédicas e figurou entre os 50 do The Forward. Também em 2015, Witkin ganhou o Prêmio Lasker de Pesquisa Médica Básica, juntamente com Stephen J. Elledge, "por descobertas referentes à resposta ao dano no DNA – um mecanismo fundamental que protege os genomas de todos os organismos vivos."

## Vida pessoal
Witkin foi casada com o psicólogo Herman Witkin; seus filhos foram: Joseph Witkin, médico de emergência e membro fundador do Sha Na Na, e Andy Witkin (falecido em 2010), cientista da computação. Também foi avó de quatro. Ela completou 100 anos em 2021.
Witkin morreu de complicações decorrentes de uma queda em Plainsboro Township, New Jersey em 8 de julho de 2023, aos 102 anos.

## Publicações selecionadas
- Witkin, Evelyn M. (Março de 1946). «Diferenças herdadas na sensibilidade à radiação em Escherichia coli». Proceedings of the National Academy of Sciences (em inglês). 32 (3): 59–68. Bibcode:1946PNAS...32...59W. ISSN 0027-8424. PMC 1078880. PMID 16578194. doi:10.1073/pnas.32.3.59
- Witkin, Evelyn M. (Maio de 1964). «Foto-reversão e "reparo a escuro" de mutações para prototropia induzidas por luz ultravioleta em linhagens fotorreativáveis e não fotorreativáveis de Escherichia coli». Mutation Research/Fundamental and Molecular Mechanisms of Mutagenesis. 1 (1): 22–36. PMID 14195747. doi:10.1016/0027-5107(64)90049-1
- Witkin, Evelyn M. (3 de junho de 1966). «Mutações induzidas por radiação e seu reparo: as bactérias reduzem os efeitos mutagênicos da luz ultravioleta reparando o DNA danificado». Science (em inglês). 152 (3727): 1345–1353. ISSN 0036-8075. PMID 5327888. doi:10.1126/science.152.3727.1345
- Witkin, E M (Maio de 1967). «A sensibilidade à radiação de Escherichia coli B: uma hipótese relacionando a formação de filamentos e a indução de profagos». Proceedings of the National Academy of Sciences (em inglês). 57 (5): 1275–1279. Bibcode:1967PNAS...57.1275W. ISSN 0027-8424. PMC 224468. PMID 5341236. doi:10.1073/pnas.57.5.1275
- Witkin, Evelyn M. (Dezembro de 1969). «Mutações induzidas por radiação ultravioleta e reparo do DNA». Annual Review of Genetics (em inglês). 3 (1): 525–552. ISSN 0066-4197. doi:10.1146/annurev.ge.03.120169.002521
- Witkin, EM; George, DL (Abril de 1973). «Mutagênese induzida por radiação ultravioleta em derivados polA e UvrA polA de Escherichia coli B-R: evidência para um sistema de reparo induzível e propenso a erros». Genetics. 73: Supl 73:91-10. PMID 4576123
- Witkin, E. M. (1976). «Mutagênese induzida por radiação ultravioleta e reparo do DNA induzível em Escherichia coli». Bacteriological Reviews. 40 (4): 869–907. PMC 413988. PMID 795416. doi:10.1128/MMBR.40.4.869-907.1976
- Witkin, E. M. (1 de fevereiro de 1991). «Proteína RecA na resposta SOS: marcos e mistérios». Biochimie (em inglês). 73 (2): 133–141. ISSN 0300-9084. PMID 1883877. doi:10.1016/0300-9084(91)90196-8
- Selby, C P; Witkin, E M; Sancar, A (15 de dezembro de 1991). «Mutante mfd de Escherichia coli deficiente em "declínio da frequência de mutação" carece de reparo específico por fita: complementação in vitro com fator de acoplamento purificado». Proceedings of the National Academy of Sciences (em inglês). 88 (24): 11574–11578. Bibcode:1991PNAS...8811574S. ISSN 0027-8424. PMC 53178. PMID 1763073. doi:10.1073/pnas.88.24.11574
- Witkin, Evelyn M. (Outubro de 2002). «Oportunidades e Escolhas: Cold Spring Harbor 1944–1955». Annual Review of Microbiology (em inglês). 56 (1): 1–15. ISSN 0066-4227. PMID 12142497. doi:10.1146/annurev.micro.56.012302.161130